# رود آسوفکا
رود آسوفکا (روسی: Асовка) یک رودخانه در سرزمین پرم کشور روسیه است.